# Altrincham FC
Altrincham Football Club, är en engelsk fotbollsklubb vars rötter under namnet Broadheath AFC kan spåras tillbaka till 1891. Vid klubbens tolfte årsmöte 1903 bytte man till dagens namn. Hemmamatcherna spelas på Moss Lane, i Altrincham, en stad i södra utkanten av det administrativa storstadsområdet Greater Manchester. Klubben har aldrig under sin existens tillhört The Football League. 
Altrincham har ända sedan Football Conferences tillkomst säsongen 1986/87 tillhört den serien eller serien under. Säsongen 2014/15 gör klubben sin 19:e säsong i Football Conference. Altrincham har i regel haft större framgångar i cupspel än i ligaspel. Inte mindre än 16 gånger har AFC slagit ut lag från The Football League. Säsongen 1985/86 avancerade man så långt som till 4:e omgången genom att bland annat vinna på bortaplan mot Birmingham City som då spelade i ligans högsta serie, Division 1. Vid två tillfällen har man vunnit den främsta cupturneringen för icke-ligalag: FA Trophy. 
Säsongen 2014/15 spelade Altrincham åter i Football Conference Premier Division, på den femte nivån i Englands ligasystem för fotboll, efter att säsongen innan blivit 3:a i Conference North och blivit uppflyttade genom att vinna playoffinalen mot Guiseley AFC. Säsongen 2015/16 slutade dock klubben på en 22:a plats och blev nedflyttade till National League North.

## Meriter
- FA Trophy: Vinnare 1977/78, 1985/86
- Northern Premier League: Mästare 1998/99
- Alliance Premier League: Mästare 1979/80, 1980/81
- Cheshire County League: Mästare 1965/66, 1966/67
- Manchester Football League: Mästare 1904/05, 1906/07
- FA Cupen: Nådde 4:e omgången 1985/86